# Sur les ailes de l'aigle
Sur les ailes de l'aigle
 Sur les ailes de l'aigle
« Sur les ailes de l'aigle »
Hymne folklorique de Michael Joncas
Pochette de l'album de 1979
Occasion : Funérailles de H. Douglas Hall
Texte de Michael Joncas
Langue : anglais
Inspiré du Psaume 91
Mètre : irrégulier
Composé : janvier 1976 – avril 1976
Éditeur : Oregon Catholic Press
Enregistré en 1979
Durée : 4 min 15 s (enregistrement original de 1979)
Première
Date : 27 avril 1976
Lieu : Omaha, Nebraska, États-Unis
« On Eagle's Wings » est un hymne chrétien du prêtre et compositeur catholique Michael Joncas . Composé à l'origine pour les funérailles du père d'un ami en 1976 et publié en 1979, ce chant a connu une popularité inattendue dans les hymnes catholiques et protestants. Il a été cité à plusieurs reprises par l'ancien président américain Joe Biden, interprété par Michael Crawford et Lana Del Rey, et interprété aux funérailles de Beau Biden et Luciano Pavarotti . Bien qu'il ait également été critiqué pour son approche mielleuse et folklorique des Écritures, c'est un hymne populaire lors des funérailles chrétiennes. Initialement écrit en anglais, il a été traduit dans d'autres langues, notamment en italien, en espagnol et en polonais.

## Composition
En janvier 1976, Jan Michael Joncas rendait visite à un ami, Doug Hall, séminariste de l' archidiocèse d'Omaha et étudiant à l' Université catholique d'Amérique . Hall demanda à Joncas s'il accepterait de composer un hymne pour les funérailles de son père, H. Douglas Hall, récemment victime d'une crise cardiaque et dont le pronostic vital était sombre. H. Douglas Hall mourut en avril et, le 27 avril 1976, « On Eagle's Wings » fut interprétée pour la première fois à l'église catholique Saint-Robert Bellarmine d'Omaha. En 1979, Joncas enregistra et publia l'œuvre et fut ordonné prêtre pour l' archidiocèse de Saint-Paul et Minneapolis en 1980,. En 2014, une plaque de 5 000 $ fut offerte anonymement à la paroisse Saint-Robert Bellarmine, commémorant la première interprétation de la composition. Joncas a donné le manuscrit original à la famille Hall.

### Texte et musique
Sur les ailes de l'aigle
Premier refrain de « On Eagle's Wings » de l'enregistrement original de 1979.
Problèmes de lecture ? Consultez l'aide multimédia.
Français L'hymne est basé sur le texte du Psaume 91, avec des références à Exode 19 et Matthieu 13. Le psaume lui-même ne contient aucune référence aux aigles, mais Joncas ajoute l'analogie d'un aigle après la mention des anges d'en haut envoyés par Dieu pour la protection. C'est une paraphrase proche et non rimée du psaume avec une versification libre. Le chant nécessite une large gamme vocale ; s'étendant d'un la grave à un mi aigu - la même gamme que le Star Spangled Banner. Il contient des sauts de six et sept notes, ainsi qu'un saut d'une octave entière d'une croche à une autre. La mélodie a été décrite comme une « mélodie pop entraînante » avec un « doux discours sur Dieu », et a été critiquée pour son style trop chaleureux et « folk réformé », avec une mélodie « décontractée, la-dee-da » qui présenterait le chanteur comme le personnage principal plutôt que Dieu,. Lors d'un banquet de remise de prix à l' Université de Saint Thomas, son collègue compositeur David Haas a taquiné Joncas pour avoir le seul hymne qui commence par « yoo-hoo », jouant sur la ligne d'ouverture : « Vous qui demeurez à l'abri du Seigneur ».

## Usage
La chanson a été utilisée lors des différentes visites du pape Jean-Paul II aux États-Unis dans les années 1980, ce qui l'a aidée à gagner en popularité. Elle a rapidement commencé à être utilisée dans les églises catholiques et protestantes. Elle a été interprétée lors de baptêmes, de mariages et de funérailles dans des communautés catholiques, protestantes traditionnelles, charismatiques et d'autres confessions. La popularité de l'hymne a surpris Joncas.
Français L'hymne a été chanté par Susan Powell lors d'une cérémonie commémorative diffusée à l'échelle nationale après l' attentat d'Oklahoma City en 1995.,, De même, il a été utilisé lors des funérailles de nombreuses victimes des attentats terroristes du 11 septembre. Il a été traduit en italien, en espagnol et en polonais, entre autres langues,. Les catholiques amérindiens ont trouvé un lien particulier avec la chanson en raison du motif de l'aigle, et elle est fréquemment chantée à la chapelle des cadets de l'Académie de l'armée de l'air des États-Unis,. En 1998, le ténor Michael Crawford a sorti son album, On Eagle's Wings, sur lequel une reprise de la chanson de Joncas est le premier morceau. Une version italienne de l'hymne, "On the Arms of the Eagle" ( Italian   ), a été chantée aux funérailles de Luciano Pavarotti. La chanson est utilisée dans la saison 8, épisode 6 de It's Always Sunny in Philadelphia.
L'ancien président américain Joe Biden a fait référence à la chanson, jouée lors des funérailles de son fils Beau Biden en 2015, à plusieurs reprises. Il a cité l'hymne dans son discours de victoire à l'élection présidentielle de 2020, déclarant que la chanson « capture la foi qui me soutient et soutient l'Amérique », et « maintenant ensemble, sur des ailes d'aigle, nous nous lançons dans l'œuvre que Dieu et l'histoire nous ont appelés à faire. », Après le discours, Lana Del Rey a publié une reprise sur Instagram,. Joncas a déclaré qu'il était « honoré et touché » que Biden cite son hymne. Biden l'a cité à nouveau lors du petit-déjeuner de prière national en 2024, la faisant référence par erreur comme étant tirée du Psaume 22.
Le Père Doug Hall, dont la mort du père avait été à l'origine de l'hymne, est décédé en 2018 ; Joncas a interprété la chanson lors de la veillée funèbre et des funérailles de Hall. Joncas a déclaré qu'il ne savait pas si elle serait jouée à ses propres funérailles.